# شانون كوكي
شانون كوكي (بالإنجليزية: Shannon Cooke)‏ هي لاعبة كرة قدم بريطانية، ولدت في 2 فبراير 2000 في إنجلترا في المملكة المتحدة. لعبت مع نادي أرسنال للسيدات.

## وصلات خارجية
- شانون كوكي على موقع قاعدة بيانات كرة القدم.إي يو (الإنجليزية)
- شانون كوكي على موقع Soccerway.com (الإنجليزية)